# Waldis Joaquín
Waldis Joaquín de la Cruz (La Vega, República Dominicana, 25 de diciembre de 1986) es un lanzador dominicano de Grandes Ligas que se encuentra en la organización de los Nacionales de Washington.

## Carrera
Joaquín comenzó su carrera profesional en 2005 con los Arizona League Giants. terminó con récord de 1-1 con una efectividad de 3.64 en 29 innings y dos tercios. También ponchó a 37 bateadores. No jugó en 2006, pero jugó en 2007, en Clase-A para Salem-Keizer Volcanoes, donde tuvo récord de 3-0 con una efectividad de 2.84 en 38 innings. En 2008, jugó para en Clase-A avanzada para San Jose Giants y nuevamente en Clase-A para Augusta Greenjackets, terminando con un récord de 1-3 y una efectividad de 4.42 en 71 innings y un tercio.
Hizo su debut en las Grandes Ligas el 8 de agosto de 2009, permitiendo una carrera en dos hits lanzando en el noveno inning en la victoria 8 por 1 sobre los Astros de Houston.
Joaquín hizo el roster de los Gigantes en 2010, pero después de aparecer en sólo cuatro partidos, fue enviado a Triple-A con Fresno Grizzlies cuando Aaron Rowand salió de la lista de lesionados.
Después de la temporada 2010, los Gigantes de San Francisco removieron a Joaquín de su roster de 40 jugadores y lo pusieron en waivers. El 22 de noviembre de 2010, Joaquín fue reclamado en waivers por los Medias Blancas de Chicago. Joaquín se negó al reclamo en waivers y se convirtió en agente libre. El 3 de diciembre, fue firmado nuevamente por San Francisco.
Se convirtió en agente libre el 30 de noviembre de 2011, y posteriormente firmó un contrato de ligas menores con los Nacionales de Washington el 14 de diciembre.